# موراي ر. شبيغل
موراي ر. شبيغل (بالإنجليزية: Murray R. Spiegel)‏ هو رياضياتي أمريكي، ولد في القرن العشرين في الولايات المتحدة، وتوفي في 1991 في إيست هارتفورد في الولايات المتحدة.

## خلفية
كان شبيغل من مواليد بروكلين وتخرج من مدرسة نيو أوترخت الثانوية. حصل على درجة البكالوريوس في الرياضيات والفيزياء من كلية بروكلين عام 1943. وحصل على درجة الماجستير في عام 1947 ودكتوراه في عام 1949، كلتا الدرجتين كانتا في الرياضيات وحصل عليهما معا من جامعة كورنيل. كان زميلًا تدريسيًا في جامعة هارفارد في 1943-1945، ومستشارًا بـ شركة مونسانتو الكيميائية في صيف عام 1946، وزميلًا تدريسيًا في جامعة كورنيل من عام 1946 إلى عام 1949. كان مستشارًا في الجيوفيزياء لشركة بيرز وهيروي في عام 1950، واستشاريا في الديناميكا الهوائية لمركز رايت لتطوير الهواء من عام 1950 إلى عام 1954. انضم شبيغل إلى هيئة التدريس في معهد رينسيلار للعلوم التطبيقية في عام 1949 كـأستاذ مساعد. أصبح أستاذًا مشاركًا في عام 1954 وأستاذًا متفرغًا في عام 1957. تم تعيينه في كلية معهد رينسيلار للعلوم التطبيقية بهارتفورد، وذلك عندما تم تنظيم هذا الفرع في عام 1955، حيث شغل هناك منصب رئيس قسم الرياضيات. كانت أطروحته للدكتوراه، التي أشرف عليها مارك كاك،  بعنوان «الاهتزازات العشوائية للجسيمات المترابطة بشكل متناسق في وسط لزج». 